# Times Like These (Foo Fighters)
"Times Like These" is een nummer van de Amerikaanse band Foo Fighters. Het nummer verscheen op hun album One by One uit 2002. Op 14 januari 2003 werd het nummer uitgebracht als de tweede single van het album.

## Achtergrond
"Times Like These" is geschreven door alle bandleden en geproduceerd door de band en Nick Raskulinecz. In de tekst beschrijft zanger en gitarist Dave Grohl hoe hij zich niet helemaal zichzelf voelde nadat de band begon aan een pauze van drie maanden gedurende de opnamesessies voor One by One, die tot dan toe weinig goede resultaten opleverde, en beschrijft hij zijn onzekerheid over de toekomst van de band. De regel "I'm a new day rising" verwijst naar het album New Day Rising van Hüsker Dü, een van de favoriete groepen van Grohl.
"Times Like These" kwam in de Amerikaanse Billboard Hot 100 tot plaats 65, terwijl in het Verenigd Koninkrijk de twaalfde plaats werd behaald. In de Verenigde Staten kwam het daarnaast tot de vijfde plaats in zowel de Alternative Songs- als de Mainstream Rock-lijsten. In Nederland werden de Top 40 en de Tipparade niet gehaald, wel stond het twee weken genoteerd in de Mega Top 100 met een 90e positie als hoogste notering. Nadat de albumversie van het nummer de hitlijsten had verlaten, werd een akoestische soloversie van Grohl uitgebracht, die enkele successen kende op zowel pop- als rockradiostations.
Er werden twee videoclips uitgebracht voor de studioversie van "Times Like These". In de eerste video, de "UK version" genaamd, speelt de band het nummer voor een greenscreen waarop vooral caleidoscopische beelden uit muziekvisualisatiesoftware te zien zijn. In de tweede video speelt de band het nummer bij een brug, terwijl mensen allerlei objecten naar beneden gooien. Geen van deze objecten raken de bandleden, die niet door lijken te hebben wat er gebeurt. Tevens is er een videoclip gemaakt voor de akoestische versie van het nummer, waarin enkel beelden te zien zijn waarin Grohl de zang-, gitaar- en pianopartijen opneemt in de studio.
"Times Like These" is gebruikt in de film American Wedding en in de televisieseries Jericho, One Tree Hill en WWE Tribute to the Troops. Daarnaast gebruikte George W. Bush het nummer tijdens zijn verkiezingscampagne van 2004, zonder dat de band hiervan op de hoogte was. Covers van het nummer zijn gemaakt door onder meer Ryan Adams, Glen Campbell, JoJo en Shinedown. Hiernaast speelde Florence and the Machine het nummer live tijdens het Glastonbury Festival in 2015, toen zij de Foo Fighters vervingen als headliner nadat Grohl zijn been had gebroken.
In april 2020 werd een akoestische versie van het nummer gebruikt in een video van BBC Radio 1 waarin een reeks van Britse artiesten het zingen. De opbrengst van het nummer ging naar hulpfondsen voor het Coronapandemie.

## Hitnoteringen

### Mega Top 100
| Hitnotering: 19-04-2003 t/m 26-04-2003 | Hitnotering: 19-04-2003 t/m 26-04-2003 | Hitnotering: 19-04-2003 t/m 26-04-2003 | Hitnotering: 19-04-2003 t/m 26-04-2003 |
| Week                                   | 1                                      | 2                                      |                                        |
| -------------------------------------- | -------------------------------------- | -------------------------------------- | -------------------------------------- |
| Positie                                | 90                                     | 97                                     | uit                                    |

### NPO Radio 2 Top 2000
| Nummer met noteringen in de NPO Radio 2 Top 2000 | '16  | '17  | '18  | '19  | '20  | '21  | '22 | '23  | '24  |
| ------------------------------------------------ | ---- | ---- | ---- | ---- | ---- | ---- | --- | ---- | ---- |
| Times like These                                 | 1450 | 1301 | 1470 | 1757 | 1165 | 1341 | 894 | 1226 | 1480 |

1. ↑  Een vetgedrukt getal geeft de hoogste notering aan.
2. ↑  2016 was het eerste jaar met een notering voor dit nummer.